# یوزورو شیمادا
یوزورو شیمادا (انگلیسی: Yuzuru Shimada؛ زادهٔ ۲۸ نوامبر ۱۹۹۰) بازیکن فوتبال اهل ژاپن است.